# Burbure
Burbure est une commune française située dans le département du Pas-de-Calais en région Hauts-de-France. Ses habitants sont appelés les Burburois. Sa population est de 2 827 habitants au recensement de 2022. La commune est membre de la communauté d'agglomération de Béthune-Bruay, Artois-Lys Romane.

## Géographie

### Localisation
Localisée dans l'est du département du Pas-de-Calais, Burbure est une commune située, à vol d'oiseau, à 12 km à l'est de la commune de Béthune (chef-lieu d'arrondissement) et limitrophe, au nord, de la commune de Lillers.
Le territoire de la commune est limitrophe de ceux de quatre communes.
Les communes limitrophes sont Lillers, Auchel, Allouagne et Ferfay.

### Géologie et relief
La superficie de la commune est de 5,53 km2 ; son altitude varie de 33  à   98 m.
On distingue dans la commune (également visible sur la carte géologique, quelques affleurements tertiaires, comme aussi dans la proche région à Aumerval, Divion, Bourecq, Fléchin. Ces affleurements du cénozoïque peuvent abriter une flore originale.

### Hydrographie
Le territoire de la commune est situé dans le bassin Artois-Picardie.
Il est traversé par trois cours d'eau :
- le courant le Rimbert, d'une longueur de 12,9 km, qui prend sa source dans la commune de Floringhem et se jette dans l'Eclème au niveau de la commune de Busnes[4] ;
- le Burbure, d'une longueur de 3,68 km[5] ;
- et un cours d'eau au toponyme hydrographique inconnu, d'une longueur de 0,92 km[6] ;

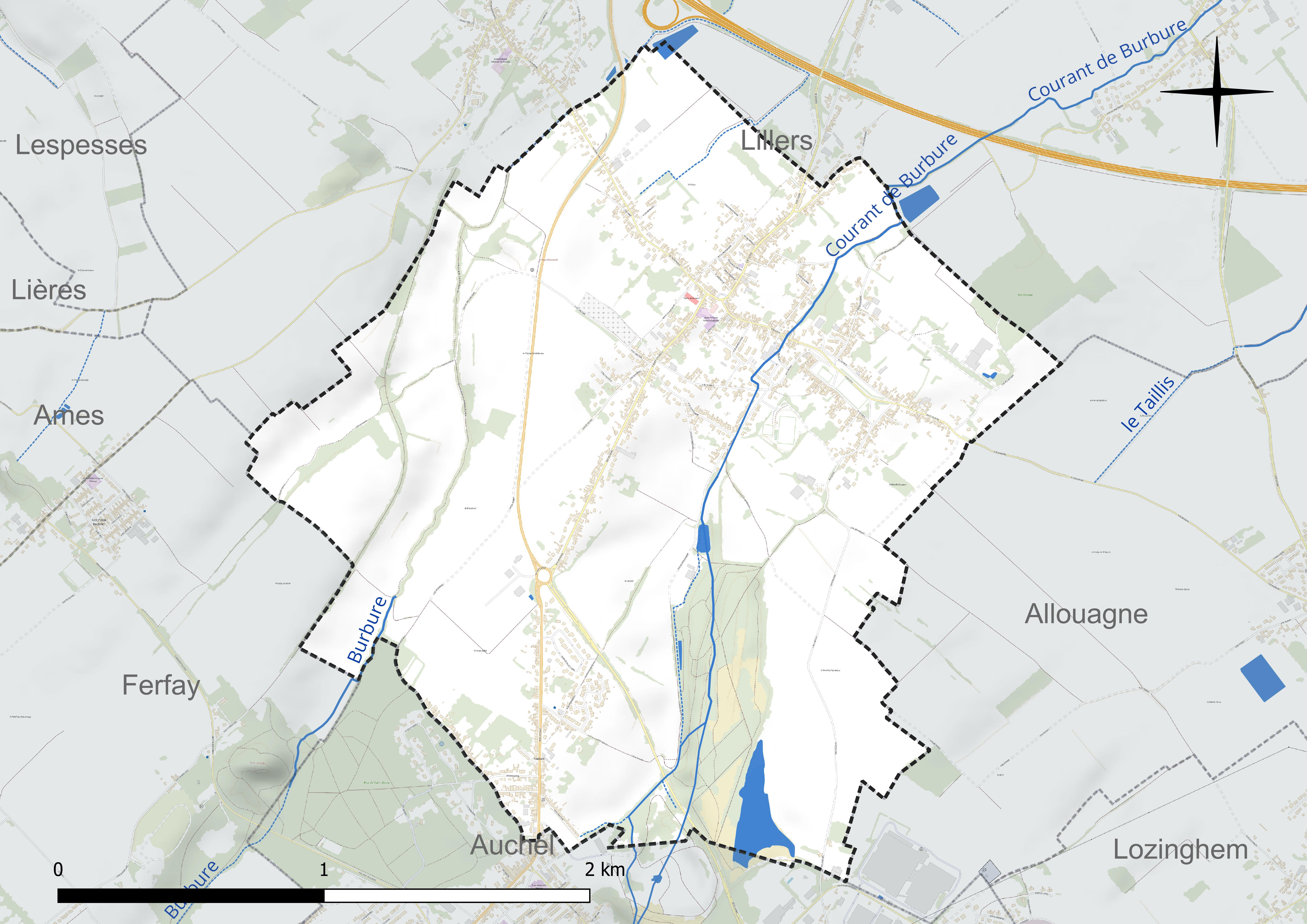
Réseau hydrographique de Burbure.

### Climat
Pour des articles plus généraux, voir Climat des Hauts-de-France et Climat du Pas-de-Calais.
En 2010, le climat de la commune est de type climat océanique altéré, selon une étude du CNRS s'appuyant sur une série de données couvrant la période 1971-2000. En 2020, Météo-France publie une typologie des climats de la France métropolitaine dans laquelle la commune est exposée à un climat océanique et est dans la région climatique Côtes de la Manche orientale, caractérisée par un faible ensoleillement (1 550 h/an) ; forte humidité de l’air (plus de 20 h/jour avec humidité relative > 80 % en hiver), vents forts fréquents.
Pour la période 1971-2000, la température annuelle moyenne est de 10,2 °C, avec une amplitude thermique annuelle de 13,8 °C. Le cumul annuel moyen de précipitations est de 804 mm, avec 12,6 jours de précipitations en janvier et 9,3 jours en juillet. Pour la période 1991-2020, la température moyenne annuelle observée sur la station météorologique la plus proche, située sur la commune de Lillers à 3 km à vol d'oiseau, est de 11,1 °C et le cumul annuel moyen de précipitations est de 731,5 mm,. Pour l'avenir, les paramètres climatiques de la commune estimés pour 2050 selon différents scénarios d'émission de gaz à effet de serre sont consultables sur un site dédié publié par Météo-France en novembre 2022.
| Mois                                  | jan.           | fév.           | mars           | avril         | mai         | juin          | jui.        | août          | sep.          | oct.          | nov.          | déc.           | année      |
| ------------------------------------- | -------------- | -------------- | -------------- | ------------- | ----------- | ------------- | ----------- | ------------- | ------------- | ------------- | ------------- | -------------- | ---------- |
| Température minimale moyenne (°C)     | 2,2            | 1,8            | 3,1            | 4,8           | 8,1         | 11            | 12,8        | 12,9          | 10,3          | 8,3           | 5,4           | 2,9            | 7          |
| Température moyenne (°C)              | 4,7            | 4,8            | 7,2            | 10,2          | 13,1        | 16,1          | 18,2        | 18,2          | 15,5          | 12,1          | 8,2           | 5,4            | 11,1       |
| Température maximale moyenne (°C)     | 7,2            | 7,8            | 11,3           | 15,7          | 18,2        | 21,3          | 23,6        | 23,4          | 20,7          | 15,9          | 11            | 7,8            | 15,3       |
| Record de froid (°C) date du record   | −14,5 25.01.13 | −16,3 04.02.12 | −10,3 13.03.13 | −5,4 08.04.03 | −1 14.05.10 | 1,9 01.06.11  | 4 03.07.11  | 5,4 31.08.11  | 0,6 30.09.18  | −4,5 28.10.03 | −5,3 30.11.16 | −11,3 18.12.10 | −16,3 2012 |
| Record de chaleur (°C) date du record | 15,9 01.01.22  | 18,8 24.02.21  | 24,8 31.03.21  | 27,3 20.04.18 | 32 27.05.05 | 34,1 29.06.19 | 41 25.07.19 | 37,5 06.08.03 | 34,3 09.09.23 | 29 01.10.11   | 20,7 07.11.15 | 16,5 30.12.22  | 41 2019    |
| Précipitations (mm)                   | 60,2           | 51,3           | 46,5           | 44,1          | 57,5        | 60            | 65,4        | 69,6          | 59,6          | 67,3          | 73,6          | 76,4           | 731,5      |

### Milieux naturels et biodiversité

#### Espace protégé et géré
La protection réglementaire est le mode d’intervention le plus fort pour préserver des espaces naturels remarquables et leur biodiversité associée.
Dans ce cadre, on trouve sur le territoire de la commune un terrains géré par le conservatoire d'espaces naturels des Hauts-de-France : le terril de Burbure, d'une superficie de 34 ha.

#### Zones naturelles d'intérêt écologique, faunistique et floristique
L’inventaire des zones naturelles d'intérêt écologique, faunistique et floristique (ZNIEFF) a pour objectif de réaliser une couverture des zones les plus intéressantes sur le plan écologique, essentiellement dans la perspective d’améliorer la connaissance du patrimoine naturel national et de fournir aux différents décideurs un outil d’aide à la prise en compte de l’environnement dans l’aménagement du territoire.
Le territoire communal comprend deux ZNIEFF de type 1 :
- le terril 16 de Ferfay. Ce terril est situé en bordure des collines de l'Artois et dont l’édification date de 1855[15] ;
- le terril 20 de Burbure. Ce terril tabulaire date de 1870[16].

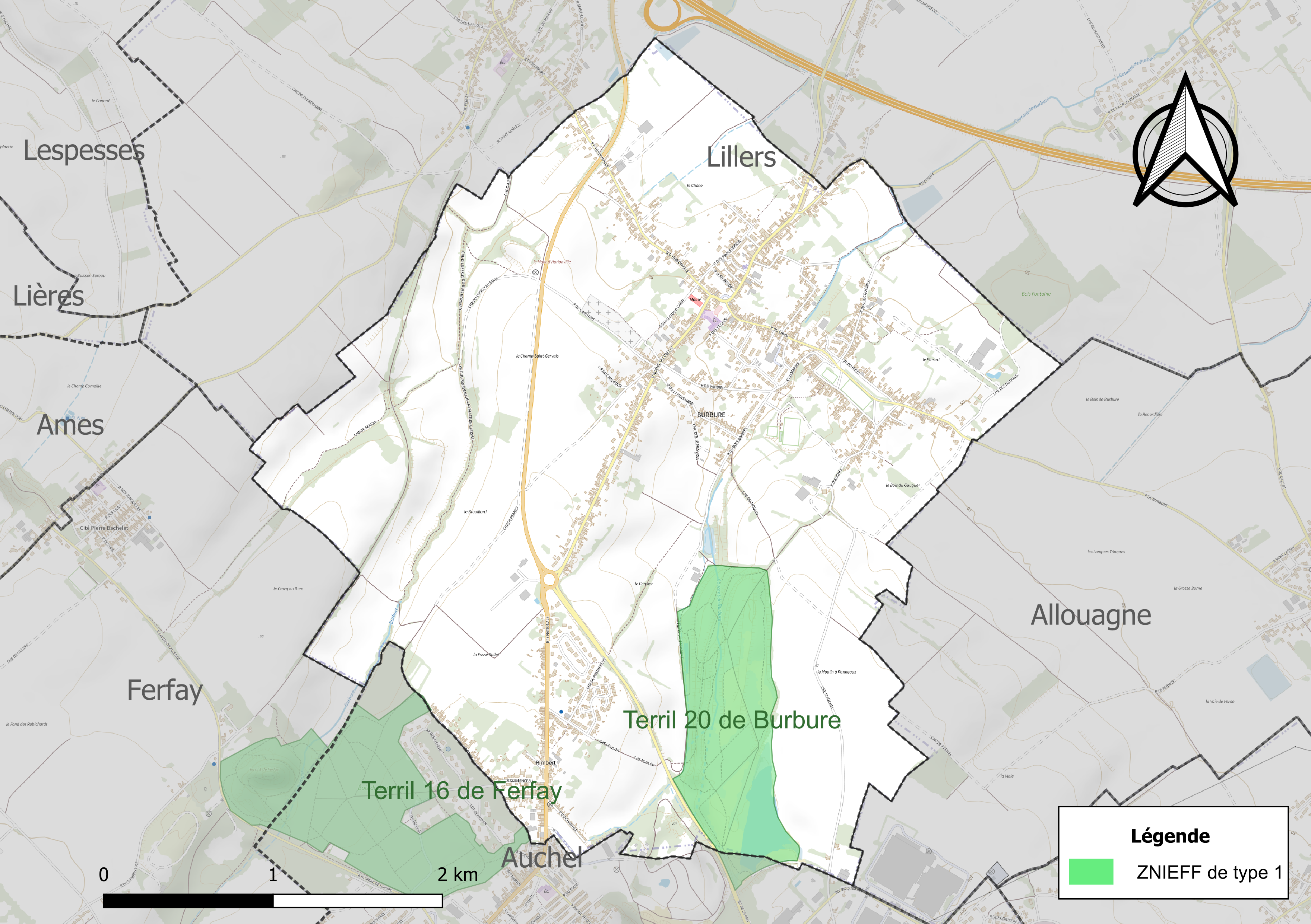
Carte des ZNIEFF sur la commune.

## Urbanisme

### Typologie
Au 1er janvier 2024, Burbure est catégorisée ceinture urbaine, selon la nouvelle grille communale de densité à sept niveaux définie par l'Insee en 2022.
Elle appartient à l'unité urbaine de Béthune, une agglomération inter-départementale regroupant 94  communes, dont elle est une commune de la banlieue,,. Par ailleurs la commune fait partie de l'aire d'attraction d'Auchel - Lillers, dont elle est une commune du pôle principal,. Cette aire, qui regroupe 29 communes, est catégorisée dans les aires de 50 000 à moins de 200 000 habitants,.

### Occupation des sols
L'occupation des sols de la commune, telle qu'elle ressort de la base de données européenne d’occupation biophysique des sols Corine Land Cover (CLC), est marquée par l'importance des territoires agricoles (71,5 % en 2018), en diminution par rapport à 1990 (72,8 %). La répartition détaillée en 2018 est la suivante : 
terres arables (56,7 %), zones urbanisées (21,1 %), prairies (14,9 %), milieux à végétation arbustive et/ou herbacée (7,2 %), zones industrielles ou commerciales et réseaux de communication (0,1 %). L'évolution de l’occupation des sols de la commune et de ses infrastructures peut être observée sur les différentes représentations cartographiques du territoire : la carte de Cassini (XVIIIe siècle), la carte d'état-major (1820-1866) et les cartes ou photos aériennes de l'IGN pour la période actuelle (1950 à aujourd'hui).

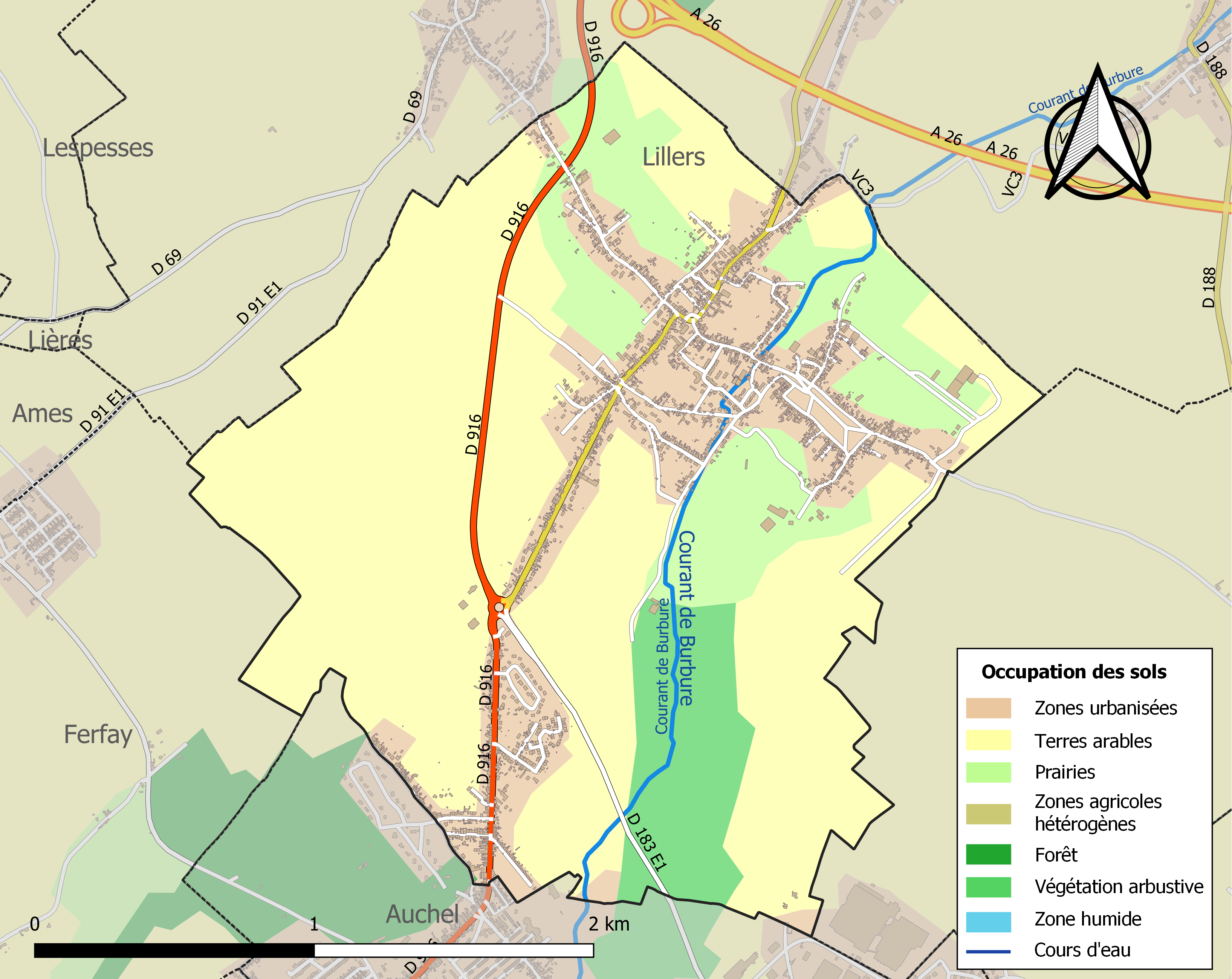
Carte des infrastructures et de l'occupation des sols de la commune en 2018 (CLC).

### Voies de communication et transports

#### Voies de communication
La commune est desservie par la RN 16 et se trouve à 4 km de la sortie no 5 de l'autoroute 26 (aussi appelée l'autoroute des Anglais) reliant Troyes à Calais.

#### Transport ferroviaire
La commune se trouve à 3 km de la gare de Lillers, située sur la ligne d'Arras à Dunkerque-Locale, desservie par des trains TER Hauts-de-France.

## Toponymie
Le nom de la localité est attesté sous les formes Burbuires (1209) ; Buirbures (1256) ; Burbuira (1329) ; Brebuires (1331) ; Burbuire (1335) ; Burbuieres (1386) ; Brebuires (1429) ; Bourbuires (vers 1512) ; Burbur (1560),, Burbure (1793) ; Burbar et Burbure depuis 1801.
Nom dérivé de bure au pluriel, Ernest Nègre y voit un dérivé du germanique brida, « planche » (pour « baraques de planches »). Pour Albert Dauzat & Charles Rostaing, le premier élément pourrait être le germanique burg (pour « le bourg des cabanes »).

## Histoire
Alexandre Obert, écuyer, est seigneur de Burbure, Mazinghem (sur Lillers). Fils de Louis, seigneur  de Gaudiempré, Mazinghem, licencié es lois, bourgeois d'Arras, procureur général d'Artois, et de Marie le François, Alexandre prend pour femme par contrat passé à Lille le 23 mai 1627, Marie de Landas, fille de Louis, seigneur de Wannehain, et de Jeanne de Cambry. L'épouse meurt en 1666.

## Politique et administration

### Découpage territorial
La commune se trouve dans l'arrondissement de Béthune du département du Pas-de-Calais, depuis 1801..

#### Commune et intercommunalités
La commune faisait partie de la communauté de communes Artois-Lys qui, au 1er janvier 2017, fusionne avec la communauté d'agglomération de l'Artois et la communauté de communes Artois-Flandres, devenant la communauté d'agglomération de Béthune-Bruay, Artois-Lys Romane, dont fait partie aujourd'hui la commune. Cette communauté d'agglomération regroupe 100 communes et compte 275 327 habitants en 2021.

#### Circonscriptions administratives
La commune faisait historiquement partie du canton de Norrent-Fontes de 1801 à 1983, puis au  canton d'Auchel de 1983. à 2014, et, dans le cadre du redécoupage cantonal de 2014 en France, la commune fait désormais partie du canton de Lillers.

### Élections municipales et communautaires

#### Liste des maires
| Période   | Période                      | Identité          | Étiquette | Qualité |
| --------- | ---------------------------- | ----------------- | --------- | --- |
| 1945      | 1949                         | Marcel Rousseaux  | SFIO      | |
| 1949      | mars 1959                    | Valentin Delliste | SFIO      | |
| mars 1959 | mars 1965                    | Urbain Diolé      | PCF       | Ouvrier mineur |
| mars 1965 | mars 1989                    | Charles Delannoy  | PS        | Instituteur puis directeur d'école |
| mars 1989 | En cours (au 3 février 2022) | René Hocq         | PCF       | Agent de maîtrise retraité Conseiller général d'Auchel (2008 → 2015) Conseiller départemental de Lillers (2021 → ) Vice-président de la CC Artois-Lys (2014 → 2016) Suppléant du député PS Bertrand Petit Réélu pour le mandat 2014-2020, Réélu pour le mandat 2020-2026, |

## Équipements et services publics

### Justice, sécurité, secours et défense
La commune dépend du tribunal judiciaire de Béthune, du conseil de prud'hommes de Béthune, de la cour d'appel de Douai, du tribunal de commerce d'Arras, du tribunal administratif de Lille, de la cour administrative d'appel de Douai et du tribunal pour enfants de Béthune.

## Population et société

### Démographie
Les habitants de la commune sont appelés les Burburois.

#### Évolution démographique
L'évolution du nombre d'habitants est connue à travers les recensements de la population effectués dans la commune depuis 1793. Pour les communes de moins de 10 000 habitants, une enquête de recensement portant sur toute la population est réalisée tous les cinq ans, les populations de référence des années intermédiaires étant quant à elles estimées par interpolation ou extrapolation. Pour la commune, le premier recensement exhaustif entrant dans le cadre du nouveau dispositif a été réalisé en 2007.

En 2022, la commune comptait 2 827 habitants, en évolution de −3,35 % par rapport à 2016 (Pas-de-Calais : −0,72 %, France hors Mayotte : +2,11 %).
| 1793 | 1800 | 1806 | 1821 | 1831 | 1836 | 1841 | 1846 | 1851 |
| ---- | ---- | ---- | ---- | ---- | ---- | ---- | ---- | ---- |
| 650  | 461  | 700  | 790  | 815  | 869  | 898  | 920  | 938  |

| 1856 | 1861 | 1866  | 1872  | 1876  | 1881  | 1886  | 1891  | 1896  |
| ---- | ---- | ----- | ----- | ----- | ----- | ----- | ----- | ----- |
| 929  | 981  | 1 065 | 1 133 | 1 328 | 1 399 | 1 392 | 1 552 | 1 916 |

| 1901  | 1906  | 1911  | 1921  | 1926  | 1931  | 1936  | 1946  | 1954  |
| ----- | ----- | ----- | ----- | ----- | ----- | ----- | ----- | ----- |
| 2 232 | 2 605 | 3 020 | 3 099 | 3 031 | 3 008 | 3 087 | 3 265 | 3 145 |

| 1962  | 1968  | 1975  | 1982  | 1990  | 1999  | 2006  | 2007  | 2012  |
| ----- | ----- | ----- | ----- | ----- | ----- | ----- | ----- | ----- |
| 3 512 | 3 379 | 3 476 | 3 132 | 3 011 | 2 840 | 2 900 | 2 909 | 3 036 |

| 2017  | 2022  | - | - | - | - | - | - | - |
| ----- | ----- | - | - | - | - | - | - | - |
| 2 865 | 2 827 | - | - | - | - | - | - | - |

#### Pyramide des âges
En 2018, le taux de personnes d'un âge inférieur à 30 ans s'élève à 34,7 %, soit en dessous de la moyenne départementale (36,7 %). À l'inverse, le taux de personnes d'âge supérieur à 60 ans est de 25,7 % la même année, alors qu'il est de 24,9 % au niveau départemental.
En 2018, la commune comptait 1 381 hommes pour 1 464 femmes, soit un taux de 51,46 % de femmes, légèrement inférieur au taux départemental (51,5 %).
Les pyramides des âges de la commune et du département s'établissent comme suit.
| Hommes | Classe d’âge | Femmes |
| ------ | ------------ | ------ |
| 0,7    | 90 ou +      | 1,4    |
| 4,7    | 75-89 ans    | 10,7   |
| 16,1   | 60-74 ans    | 17,5   |
| 19,5   | 45-59 ans    | 19,9   |
| 20,8   | 30-44 ans    | 19,0   |
| 17,1   | 15-29 ans    | 14,8   |
| 21,1   | 0-14 ans     | 16,6   |

| Hommes | Classe d’âge | Femmes |
| ------ | ------------ | ------ |
| 0,5    | 90 ou +      | 1,6    |
| 5,6    | 75-89 ans    | 8,9    |
| 16,7   | 60-74 ans    | 18,1   |
| 20,2   | 45-59 ans    | 19,2   |
| 18,9   | 30-44 ans    | 18,1   |
| 18,2   | 15-29 ans    | 16,2   |
| 19,9   | 0-14 ans     | 17,9   |

## Culture locale et patrimoine

### Lieux et monuments

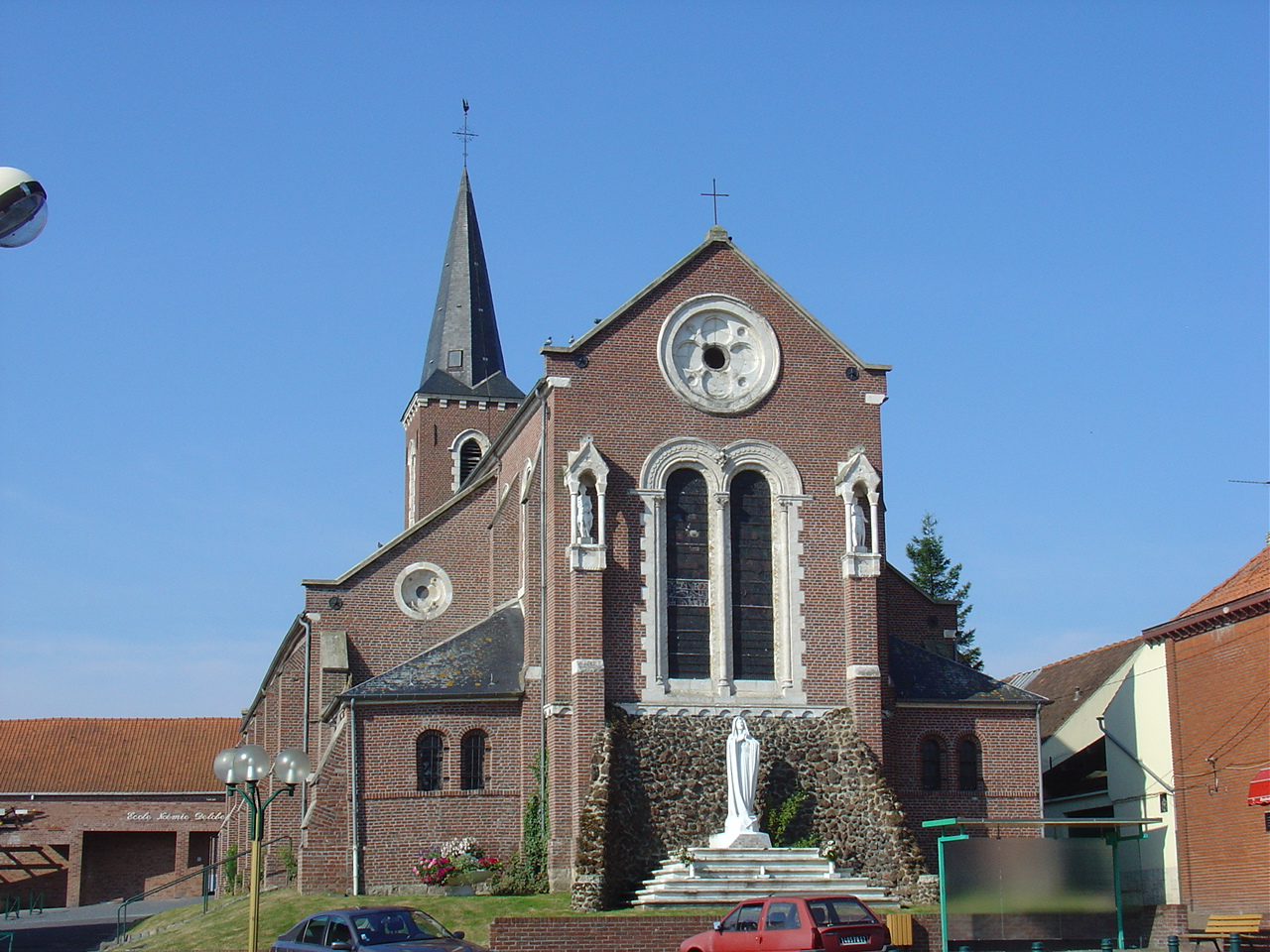
L'église Saint-Gervais-et-Protais.

- L'église Saint-Gervais-et-Protais.
- Le monument aux morts[40].

### Personnalités liées à la commune
- Augustin Lesage (1876-1954), peintre et mineur, mort à Burbure.
- Eugène Maquet (1893-1973), ancien directeur de l’école des garçons de Burbure et résistant des Forces françaises de l'intérieur (FFI), qui a donné son nom à l'école primaire de Burbure[41].
- Paulette Veste (1928-), athlète, née à Burbure.
- Claude Wilquin (1937-1996), homme politique, né à Burbure.
- Jean Réveillon (1948-), journaliste et homme de télévision, né à Burbure.

### Héraldique
| Blason de Burbure | Blason  | De sable à la croix ancrée d'argent, à l'écusson brochant en cœur, de gueules au moulin à vent d'or posé sur un tertre du même mouvant de la pointe ; au chef cousu de gueules chargé d'un pic et d'une hache de mineur d'argent passés en sautoir et à la lampe d'or brochant sur les outils. |
| Blason de Burbure | Détails | Le statut officiel du blason reste à déterminer. |

## Pour approfondir

#### Bases de données, dictionnaires et encyclopédies
- Ressources relatives à la géographie :   - Insee (communes)
  - Ldh/EHESS/Cassini
- Ressource relative à plusieurs domaines :   - Annuaire du service public français
- Notices d'autorité :   - VIAF
  - BnF (données)